# Powłocznikowce
Powłocznikowce (Corticiales K.H. Larss.) – rząd grzybów w klasie pieczarniaków (Agaricomycetes).

## Charakterystyka
Bazydiokarp rozproszony lub krążkowy z gładkim hymenoforem. System strzępkowy monomityczny, w większości przypadków z dendrohyfidami. Podstawki często wyrastają z probazydium. Obecność lub brak cystyd. Bazydiospory szkliste, cienkie, białe lub w masie różowe. Większość gatunków to grzyby nadrzewne, ale do 2020 r. opisano 5 gatunków będących grzybami naporostowymi, w tym 3 znane tylko w postaci bezpłciowej.

## Systematyka
Według aktualizowanej klasyfikacji Index Fungorum bazującej na Dictionary of the Fungi do rzędu Corticiales należą:
- rodzina:Corticiaceae Herter 1910 – powłocznikowate
- rodzina Dendrominiaceae Ghob.-Nejh. 2015
- rodzina Punctulariaceae Donk 1964
- rodzina Vuilleminiaceae Höhn. 1904
- rodzaje incertae sedis:
  - Ambivina Katz 1974
  - Amylobasidium Ginns 1988
  - Leptocorticium Hjortstam & Ryvarden 2002
  - Melzerodontia Hjortstam & Ryvarden 1980
  - Nothocorticium Gresl. & Rajchenb. 1999
  - Papyrodiscus D.A. Reid 1979
  - Ripexicium Hjortstam 1995[2]

Nazwy polskie według W. Wojewody z 2003 r.